# Alfred Assollant
Alfred Assollant, o Assolant (Aubusson, 20 marzo 1827 – Parigi, 3 marzo 1886), è stato un romanziere francese.

## Biografia
Laureato in lettere all'École Normale Supérieure ha insegnato storia in diverse città francesi, ma si attirava i rimproveri dei dirigenti scolastici per le sue forti opinioni repubblicane, tanto che provò a emigrare negli Stati Uniti, poi nel 1858 rientrò a Parigi e pubblicò Scènes de la vie des États-Unis, al quale fece seguire romanzi e novelle, piuttosto libere rispetto alla forma e con un certo gusto per il paradosso.
SI oppose a Napoleone III, collaborando alla stampa d'opposizione radicale, poi scrisse romanzi avventurosi: il più noto e Les Aventures du capitaine Corcoran (1867) nella collana "Bibliothèque rose" di Louis Hachette. Dopo la guerra  del 1870 partecipò con scritti politici agli eventi della Commune, usando anche lo pseudonimo Alceste. Né mancò di manifestare a ogni occasione il suo odio per i tedeschi, come in Le docteur Judassohn. Provò a entrare in politica ma non fu eletto e morì nell'anonimato nel 1886. È sepolto al cimitero di Père-Lachaise.

## Opere
- Scènes de la vie des États-Unis (1858)
- Deux amis en 1792 (1859)
- Histoire du célèbre Pierrot écrite par le magicien Alcofribas, traduite du sogdien (1860)  Testo in francese on-line (PDF).
- Brancas. Les Amours de Quaterquem (1860)  Testo in francese on-line (archiviato dall'url originale il 29 gennaio 2012).
- La Mort de Roland, fantaisie épique (1860)
- Les Aventures de Karl Brunner, docteur en théologie, par lord Claudius Hastings Cumbermere (1860)
- À ceux qui pensent encore (1861)  Testo in francese on-line.
- D'heure en heure (1862)
- Marcomir, histoire d'un étudiant (1862)  Testo in francese on-line (PDF).
- Vérité ! Vérité ! (1863)
- Une Ville de garnison (1865)  Testo francese on-line (PDF).
- Pensées diverses, impressions intimes, opinions et paradoxes de Cadet-Borniche, sonneur de cloches de la cathédrale de Felletin (Creuse), sur la poésie, la gymnastique, l'esthétique, la physique, la métaphysique et l'hyperphysique, et les sciences adjacentes et sous-jacentes (1864)
- 1812. Campagne de Russie (1866)
- Gabrielle de Chênevert (1866)
- Un quaker à Paris ; suivi de Causerie  (1866)  Testo in francese on-line (PDF).
- Les Aventures du capitaine Corcoran (1867) Testo in francese on-line  parte 1 (PDF).  parte 2 (PDF).
- Mémoires de Gaston Phoebus (1867)
- Le Droit des femmes (1868)
- L'Aventurier. I. Un Amour républicain (1868)
- La Confession de l'abbé Passereau (1869)
- Un millionnaire (1870)  Testo in francese on-line (PDF).
- François Buchamor : récits de la vieille France (1873)  Testo in francese on-line (PDF).
- Le Puy de Montchal (1874)
- Rachel, histoire joyeuse (1874)
- Le Seigneur de Lanterne (1874)
- L'Aventurier. II. Un Duel sous l'Empire (1875)
- La Croix des prêches (1875)
- Léa (1876)  Testo in francese on-line (PDF).
- Un mariage au couvent (1877)
- Le plus hardi des gueux (1878)
- Montluc le Rouge (2 volumes, 1878-1879)
- Le Vieux Juge (1879)
- Nini (1879)
- Le Tigre (1879)
- Hyacinthe (1880)  Testo in francese on-line (archiviato dall'url originale il 26 settembre 2007).
- Pendragon (1881)
- Chiffon (1881)  Testo in francese on-line (PDF).
- La Bataille de Laon (1814) (1881)  Testo in francese on-line (PDF).
- La Fête de Champdebrac (1882)
- Acacia (1883)
- Plantagenet (2 volumes, 1885)
- Désirée (1886)
- La Chasse aux lions (1887)  Testo in francese on-line (PDF).
- Rose-d'amour (1888)  Testo in francese on-line (archiviato dall'url originale il 29 gennaio 2012).
- Claude et Juliette (1889)  Testo in francese on-line (archiviato dall'url originale il 26 settembre 2007).
- Les Crimes de Polichinelle (1892)

### Edizioni italiane
- Chiaramonte il rosso, Treves, Milano, 1880
- Avventure meravigliose ma autentiche del capitano Corcoran, Treves, Milano, 1886, 1928
- Storia fantastica del celebre Pierrot, narrata dal mago Alcofribas, Salani, Firenze, 1903
- Il regno di Pulcinella, trad. di Albertina Palau, Salani, Firenze, 1904
- Capitano Corcoran: romanzo d'avventure, Sonzogno, Milano, 1926
- Il Maharajah bianco, Sonzogno, Milano, 1926
- L'isola della felicità, Sonzogno, Milano, 1926
- La figlia del Rajah, Sonzogno, Milano, 1926
- Avventure meravigliose ma autentiche del capitano Corcoran, trad. di Angiola Maria Agosti, SAS, Roma, s.d. (circa 1960)
- Nuove avventure del capitano Corcoran e tigre Lisotta, trad. di Angiola Maria Agosti, SAS, Roma, s.d. (circa 1960)
- Avventure meravigliose del capitano Corcoran, trad. di Giuseppe Rigotti, Saie, Torino, 1967; Paoline, Roma, 1969, 1975